# NBA Live 08
NBA Live 08 släpptes den 2 oktober 2007, och är ett basket spel i NBA Live-serien. Vissa versioner av spelet utvecklades av EA Sports, andra av HB Studios. Spelet var det sista i serien till Windows.
Spelomslaget pryds av Gilbert Arenas som då spelade för Washington Wizards, i Spanien sags dock Pau Gasol, som då spelade för Memphis Grizzlies, på omslaget.

## Landslag
- Argentina;
- Frankrike;
- Grekland;
- Italien;
- Kina;
- Spanien;
- Tyskland;
- USA;

## Spelmusik
Spelmusiken
- Aasim - Customer
- The Cool Kids - "88"
- Datarock - "Fa Fa Fa"
- DJ Jazzy Jeff feat. CL Smooth - "All I Know"
- DJ Vadim feat. Emo and Syrus - "Fear Feats"
- Dub Pistols feat. Terry Hall - "Running from the Thoughts"
- Eve - "Tambourine"
- Joss Stone - "Tell Me 'bout It"
- Kevin Michael feat. Wyclef Jean - "It Don't Make Any Difference to Me"
- Kid Beyond - "Mothership"
- KRS-One & Marley Marl - "Hip-Hop Lives"
- LCD Soundsystem - "Us vs. Them"
- Mark Ronson feat. Tiggers - "Toxic"
- Mr. J. Medeiros - "Silent Earth (Ohmega Watts Remix)"
- Stephen Marley - "Hey Baby"
- The D.E.Y. - "Get the Feeling"
- The Hives - "Well All Right!"
- Timbaland feat. Keri Hilson - "The Way I Are"
- Unklejam - "Love Ya"

### Fotnoter
1. ↑  www.pastapadre.com, "Full NBA Live 08 soundtrack revealed"